# ميخائيل مولر (لاعب كرة قدم)
ميخائيل مولر (بالألمانية: Michael Müller)‏ هو مدرب كرة قدم ولاعب كرة قدم ألماني، ولد في 4 أبريل 1964 في ماينتس في ألمانيا. لعب مع ماينتس 05.

## وصلات خارجية
- ميخائيل مولر على موقع قاعدة بيانات كرة القدم.إي يو (الإنجليزية)
- ميخائيل مولر على موقع عالم كرة القدم.نت (الإنجليزية)